# Manly Warringah Sea Eagles
Els Manly Warringah Sea Eagles són un club professional de rugbi a 13 australià amb seu a Brookvale, Sydney. El club juga a la National Rugby League (NRL).